# Jacek Adam Nowak
Jacek Adam Nowak – polski socjolog, antropolog, dr hab. nauk społecznych, profesor nadzwyczajny Zakładu Antropologii Społecznej Instytutu Socjologii Uniwersytetu Jagiellońskiego.

## Życiorys
20 czerwca 1997 obronił pracę doktorską Dynamika tożsamości Łemków wobec przemian w Europie Środkowej, 1 marca 2012 habilitował się na podstawie dorobku naukowego i pracy. Otrzymał nominację profesorską. Został zatrudniony na stanowisku adiunkta w Instytucie Socjologii na Wydziale Filozoficznym Uniwersytetu Jagiellońskiego.
Objął funkcję profesora nadzwyczajnego Zakładu Antropologii Społecznej Instytutu Socjologii Uniwersytetu Jagiellońskiego, a także prodziekana na Wydziale Filozoficznym Uniwersytetu Jagiellońskiego.

## Publikacje
- 2006: Zarządzanie przestrzenią. Globalizacja, etniczność, władza[1]
- 2009: Przestrzenie lokalności[1]
- 2010: Społeczne tworzenie miejsc. Globalizacja, Etniczność, Władza[2]
- 2011: Społeczne reguły pamiętania. Antropologia pamięci zbiorowej[2]